# Erythrina yunnanensis
Erythrina yunnanensis là một loài thực vật có hoa trong họ Đậu. Loài này được S.K.Lee miêu tả khoa học đầu tiên.